# 芒特錫安 (印地安納州富爾頓縣)
芒特錫安（英語：Mount Zion）是位於美國印地安納州富爾頓縣的一個非建制地區。該地的面積和人口皆未知。